# Ректификационная колонна

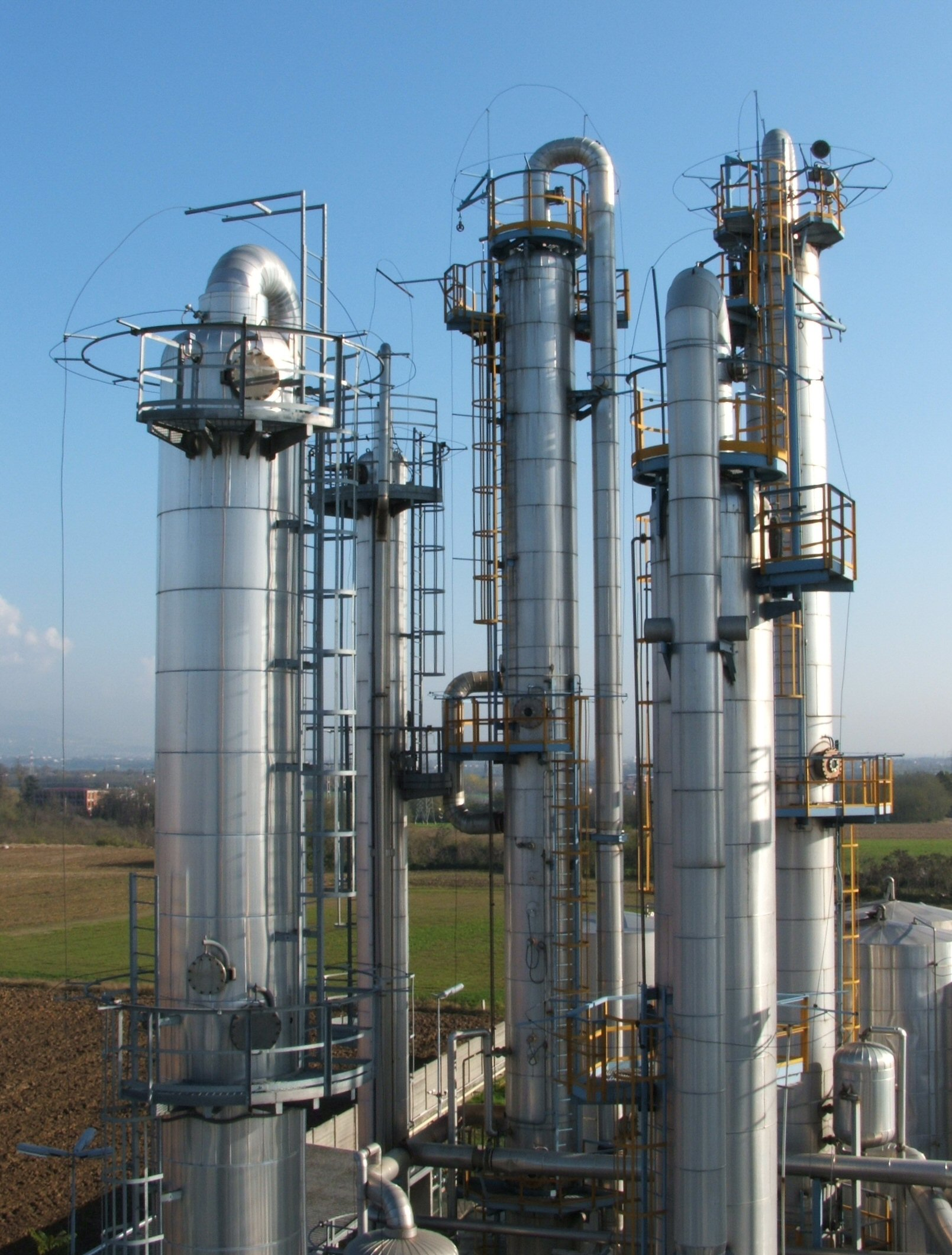
Промышленные ректификационные колонны

Ректификационная колонна (син. ректификационный колонный аппарат) — это приспособление, применяемое в процессах дистилляции, экстрактивной ректификации, экстракции жидкостей, теплообмена между паром и жидкостью и в других процессах. Один и тот же принцип действия ректификационной колонны используется как в относительно простых лабораторных приборах, так и в сложных промышленных установках нефтеперерабатывающей, нефтехимической, химической, газовой, пивоваренной и других отраслей. Диаметр промышленных ректификационных колонн может достигать 16 метров, а высота — 90 метров и более.

## Промышленное применение
Ректификация известна с начала XIX века как один из важнейших технологических процессов главным образом спиртовой и нефтяной промышленности. В настоящее время ректификацию во всем мире применяют в самых различных областях химической технологии, где выделение компонентов в чистом виде имеет весьма важное значение (в производствах органического синтеза, изотопов, полимеров, полупроводников и различных других веществ высокой чистоты). Ректификация — это процесс многократного испарения и конденсации, в ходе которого исходная смесь разделяется на 2 или более компонентов, и паровая фаза насыщается легколетучим (низкокипящим) компонентом (-тами), а жидкая часть смеси насыщается тяжелолетучим (высококипящим) компонентом (-тами).

## Принцип работы

Упрощенная технологическая схема непрерывной ректификации

Исходная смесь, нагретая до температуры питания tf в паровой, парожидкостной или жидкой фазе, поступает в колонну в качестве питания (Gf). Зону, в которую подаётся питание, называют эвапорационной (от лат. evaporatio — испарение), так как там происходит процесс эвапорации — однократного отделения пара от жидкости.
Пары поднимаются в верхнюю часть колонны, охлаждаются, конденсируются в холодильнике-конденсаторе и подаются обратно на верхнюю тарелку колонны в качестве орошения (флегма). Таким образом, в верхней части колонны (укрепляющей) противотоком движутся пары (снизу вверх) и стекает жидкость (сверху вниз). Стекая вниз по тарелкам, жидкость обогащается высококипящими компонентами, а пары поднимаются в верх колонны, обогащаясь легкокипящими компонентами. Таким образом, отводимый с верха колонны продукт обогащен легкокипящим компонентом. Продукт, отводимый с верха колонны, называют дистиллятом. Часть дистиллята, сконденсированного в холодильнике и возвращённого обратно в колонну, называют орошением или флегмой. Отношение количества возвращаемой в колонну флегмы и количества отводимого дистиллята называется флегмовым числом.  
Для создания восходящего потока паров в кубовой (нижней, отгонной) части ректификационной колонны часть кубовой жидкости направляют в теплообменник, образовавшиеся пары подают обратно под нижнюю тарелку колонны.
Кубовая жидкость, стекая сверху вниз по тарелкам, обогащается высококипящим компонентом, а пары обогащаются легкокипящим компонентом.
В случае, если разгоняемый продукт состоит из двух компонентов, конечными продуктами являются дистиллят, выходящий из верхней части колонны, и кубовый остаток (менее летучий компонент в жидком виде, вытекающий из нижней части колонны). Ситуация усложняется, если необходимо разделить смесь, состоящую из большого количества фракций. В этом случае используются аппараты, подобные изображённому на картинке.

## Разновидности
Ректификационные установки по принципу действия делятся на периодические и непрерывные. В установках непрерывного действия разделяемая сырая смесь поступает в колонну и продукты разделения выводятся из неё непрерывно. В установках периодического действия разделяемую смесь загружают в куб единовременно и ректификацию проводят до получения продуктов заданного конечного состава.

## Конструкции
Промышленные ректификационные колонны могут достигать 80 метров в высоту и более 6,0 метров в диаметре.

Промышленные ректификационные колонны могут достигать 60м в высоту и 6м в диаметре.
— https://www.bts-engineering.by/column/column2/ Ректификационная колонна // СООО "БТС Инжиниринг-Бел" Республика Беларусь
В ректификационных колоннах в качестве контактных устройств применяются тарелки, которые дали название термину, и насадки. Насадка, заполняющая колонну, может представлять собой металлические, керамические, стеклянные и другие элементы различной формы (например, кольца Рашига). Массообмен осуществляется на развитой поверхности этих элементов. С ростом удельной поверхности насадки возрастает эффективность разделения в колонне, но при этом повышается гидравлическое сопротивление колонны и снижается её производительность.
Согласно ряду нормальных диаметров колонные аппараты изготавливают со следующими диаметрами корпуса (м):
- 0,4; 0,6; 0,8
- 1; 1,2; 1,4; 1,6; 1,8
- 2,0; 2,2; 2,4; 2,6; 2,8
- 3,0; 3,2; 3,4; 3,6; 3,8
- 4,0; 4,5
- 5,0; 5,5
- 6,0; 6,4
- 7,0
- 8,0

## Основные компоненты дистилляционных колонн
Дистилляционные колонны состоят из нескольких компонентов, каждый из которых используется либо для передачи тепловой энергии, либо для улучшения передачи материала.
- вертикальная оболочка, где осуществляется разделение жидких компонентов;
- внутренние детали колонны, такие как тарелки/тарелки и/или насадки, которые используются для улучшения разделения компонентов;
- ребойлер для обеспечения необходимого испарения для процесса дистилляции;
- дефлегматор для охлаждения и конденсации пара, выходящего из верхней части колонны;
- рефлюксный барабан для удержания сконденсированного пара из верхней части колонны, чтобы жидкость (флегму) можно было рециркулировать обратно в колонну[3].